# Carlos Akapo
Carlos Akapo Martínez (Elx, 12 maart 1993) is een Spaans-Equatoriaal-Guinees voetballer die bij voorkeur als rechtsback speelt. Hij verruilde in juli 2019 SD Huesca voor Cádiz CF.

## Clubcarrière
Akapo werd geboren in Elx. Zijn moeder is Spaans en zijn vader komt uit Equatoriaal-Guinea. Hij speelde in de jeugd voor Kelme, Hércules CF, Elche CF en Huracán. Hij debuteerde voor Huracán op 22 januari 2012 tegen RCD Mallorca B. In 2013 werd hij naar CD Numancia getransfereerd, dat op dat moment uitkwam in de Segunda División. Een seizoen later vertrok hij naar het B-team van Valencia, Valencia Mestalla. Na twee seizoenen verhuisde Akapo naar SD Huesca. In juli 2019 tekende hij een contract bij Cádiz CF.

## Interlandcarrière
Akapo kreeg zijn eerste oproep voor Equatoriaal-Guinea in augustus 2012 voor de kwalificatiewedstrijd voor het Afrikaans kampioenschap voetbal 2013 tegen Congo-Kinshasa. Hij kwam echter niet aan spelen toe. Hij maakte zijn interlanddebuut op 5 juni 2013 in een oefeninterland tegen Togo. Op 4 september 2016 scoorde Akapo zijn eerste interlanddoelpunt, tegen Zuid-Soedan (4–0).
1 Gil ·
2 Zaldúa ·
3 Fali ·
4 Alcaraz ·
5 Chust ·
6 San Emeterio ·
7 Sobrino ·
8 Á. Fernández  ·
9 Martí ·
10 Ocampo ·
11 Recio ·
12 Kouamé ·
13 Caro ·
14 Kovačević ·
15 Mwepu ·
16 Ramos ·
17 Escalante ·
18 Matos ·
19 De la Rosa ·
20 Carcelén ·
21 Alarcón ·
22 Ontiveros ·
23 C. Fernandéz ·
24 Glauder ·
25 Melendo ·
33 Cabrera ·
Coach: Garitano